# Rita Avila
Rita Ávila es una actriz y autora filipina.

## Biografía
Ávila está casada con el director Erick Reyes, tuvo un bebé al que llamaron Elia Jesú E. Reyes. El bebé murió tres semanas después de nacer. También escribió un libro inspirador llamado 8 Ways to Comfort with Grace, centrado en sus momentos tristes cuando ella y su esposo perdieron a su hijo de tres semanas; Si Erik Tutpik en si Ana Taba, un libro para niños que sufrieron bullying; y Las alas invisibles, una fábula que nos deja ver nuestro mundo, nuestro tiempo como un lugar probable para los ángeles. Más tarde recibió una carta de Monseñor Peter B. Wells, funcionario de la Secretaría de Estado del Vaticano, expresando la gratitud del Papa por los libros titulados Las alas invisibles y 8 maneras de consolarse con la gracia. The Invisible Wings 2  ha sido lanzado junto con su primera novela, Wanna Bet on Love.
Es una actriz de cine aclamada por la crítica cuyas películas como Stella Magtanggol (1992) y Tatlo, Magkasalo (1998) y The Flor Contemplacion Story (1995) han sido consideradas históricamente reconocibles en el cine filipino. A fines de la década de 1990, se aventuró más en novelas dramáticas y antologías como personaje secundario, protagonista principal o antagonista. Comenzó su carrera televisiva en GMA Network como parte de That's Entertainment antes de transferirse a ABS-CBN durante 1995, aunque apareció en Anna Karenina. Ávila regresó a GMA-7 en 2001 y permaneció allí durante nueve años antes de convertirse en independiente.

## Filmografía

### Películas
| Año                                        | Título                                              | Rol               | Compañía cinematográfica                    | Ref(s).        |
| ------------------------------------------ | --------------------------------------------------- | ----------------- | ------------------------------------------- | -------------- |
| 1987                                       | Bata-batuta                                         |                   | RVQ Productions                             | themoviedb.org |
| 1987                                       | Black Magic                                         | Emma              | Seiko Films                                 | [ 4 ]          |
| 1987                                       | Huwag Mong Buhayin ang Bangkay                      | Julie             | Seiko Films                                 |                |
| 1988                                       | Hiwaga sa Balete Drive                              | Sandy             | Seiko Films                                 |                |
| 1989                                       | Mahirap ang Magmahal                                |                   | Seiko Films                                 |                |
| 1989                                       | Ipaglalaban Ko!                                     |                   | Seiko Films                                 |                |
| 1989                                       | Babayaran Mo ng Dugo                                | Amelia            | Seiko Films                                 |                |
| 1989                                       | Kokak                                               | Diwata            | Seiko Films                                 |                |
| 1989                                       | Bihagin ang Dalagang Ito!                           |                   | Seiko Films                                 |                |
| 1990                                       | Kunin Mo ang Ulo ni Ishmael                         |                   | Seiko Films                                 |                |
| 1990                                       | Mana sa Ina                                         | Frida Perez       | Regent Films                                |                |
| 1990                                       | Machete, Istatwang Buhay                            | Lorna             | Seiko Films                                 |                |
| 1990                                       | Kristobal; Tinik sa Korona                          |                   | Seiko Films                                 |                |
| 1990                                       | Hindi Laruan ang Puso                               |                   | Seiko Films                                 |                |
| 1990                                       | Walang Awa Kung Pumatay                             | Kristie           | Omega Releasing Organization                |                |
| 1990                                       | Iputok Mo... Dadapa Ako!!! (Hard to Die)            | Olga              | Octo Arts Films                             |                |
| 1991                                       |                                                     |                   |                                             |                |
| Mainit... Masarap... Parang Kaning Isusubo | Theresa                                             | Seiko Films       |                                             |                |
| Bago Matapos ang Lahat                     |                                                     | Seiko Films       |                                             |                |
| Akin Ka... Magdusa Man Ako!                |                                                     | Seiko Films       |                                             |                |
| Sumayaw Ka Salome                          | Salome                                              | Seiko Films       |                                             |                |
| 1992                                       | Magsisimba Kang May Bulak sa Ilong                  | Seiko Films       |                                             |                |
| 1992                                       | Stella Magtangol                                    | Seiko Films       | Alyas Stella Magtanggol                     |                |
| 1992                                       | Nang Gabing Mamulat si Eba (Jennifer Segovia Story) | Seiko Films       |                                             |                |
| 1992                                       | Takbo... Talon... Tili!!!                           | Seiko Films       | Michelle                                    |                |
| 1995                                       | The Flor Contemplacion Story                        | Evangeline Parale | Viva Films                                  |                |
| 1995                                       | Muling Umawit ang Puso                              | Glenda Andrada    | Viva Films                                  |                |
| 1998                                       | Puso ng Pasko                                       | Christy Carpio    | Star Cinema                                 |                |
| 1999                                       | Soltera                                             | Lorraine          | Star Cinema                                 |                |
| 2006                                       | Nasaan si Francis?                                  | Lin-Lin           | Unico Entertainment Crazy Angle Productions |                |
| 2010                                       | Rosario                                             | The Helper        | Solar Entertainment                         |                |
| 2010                                       | Shake, Rattle and Roll XII                          | Dorothy Cruz      | Regal Entertainment                         |                |
| 2014                                       | The Commitment                                      | Paolo's mother    | Cinemalaya Foundation                       |                |
| 2017                                       | Tatlong Bibe                                        | Viring            | Regis Films & Entertainment                 |                |

Series (Televisión)
| Año        | Título                                             | Rol                                   | Canal (TV)                    |
| ---------- | -------------------------------------------------- | ------------------------------------- | ----------------------------- |
| 2023       | Hearts on Ice                                      | Yvanna                                | GMA Network                   |
| 2022       | Flower of Evil                                     | Gloria Castillo                       | Kapamilya Channel             |
| 2021       | Las Hermanas                                       | Mildred Manansala                     | GMA Network                   |
| 2021       | Maalaala Mo Kaya: Entablado                        | Ivy                                   | Kapamilya Channel             |
| 2021       | Maalaala Mo Kaya: Mesa                             | Ivy                                   | Kapamilya Channel             |
| 2020–2021  | Ang sa Iyo ay Akin                                 | Belen "Bel" Ceñidoza-Zikiri           | Kapamilya Channel / A2Z / TV5 |
| 2019       | The Haunted                                        | Anita Robles                          | ABS-CBN                       |
| 2019       | Maalaala Mo Kaya: Colored Pens                     | Alps                                  | ABS-CBN                       |
| 2019       | Ipaglaban Mo: Desperada                            | Layla                                 | ABS-CBN                       |
| 2019       | Maalaala Mo Kaya: Sinturon                         | Leonida                               | ABS-CBN                       |
| 2019       | Hiram na Anak                                      | Hilda Sandejo                         | GMA Network                   |
| 2019, 2020 | Magandang Buhay                                    | Guest                                 | ABS-CBN                       |
| 2018       | Precious Hearts Romances Presents: Araw Gabi       | Odessa Olvidar                        | ABS-CBN                       |
| 2018       | Tonight with Boy Abunda                            | Guest                                 | ABS-CBN                       |
| 2018       | Eat Bulaga's Lenten Special: Taray ni Tatay        | Gina                                  | GMA Network                   |
| 2017       | Super Ma'am                                        | Chieftain Lorenza Manalo              | GMA Network                   |
| 2017       | Magpakailanman: Jalei Love Story                   | Guest Cast                            | GMA Network                   |
| 2017       | Ipaglaban Mo: Saklolo                              | Fely Cruz                             | ABS-CBN                       |
| 2016–2017  | Magpahanggang Wakas                                | Rosita "Rosing" Berdero-Natividad     | ABS-CBN                       |
| 2016       | Hanggang Makita Kang Muli                          | Glenda Manahan                        | GMA Network                   |
| 2015       | Let The Love Begin                                 | Sophie V. Sta. Maria                  | GMA Network                   |
| 2015       | Ipaglaban Mo: Nasa Maling Landas                   | Magda                                 | ABS-CBN                       |
| 2015       | Maalaala Mo Kaya: Watawat                          | Victoria Erana                        | ABS-CBN                       |
| 2015       | Magpakailanman: Ama Namin                          | Lolita                                | GMA Network                   |
| 2014       | Innamorata                                         | Claire Cunanan / Alice Manriquez      | GMA Network                   |
| 2013       | Magpakailanman: Lola Putol                         | Lola Ning                             | GMA Network                   |
| 2013       | Genesis                                            | Perla Balmide                         | GMA Network                   |
| 2013       | Kahit Nasaan Ka Man                                | Delia                                 | GMA Network                   |
| 2013       | Never Say Goodbye                                  | Glenda Maglungsod / Greta Pendelton   | TV5                           |
| 2012       | Sana Ay Ikaw Na Nga                                | Mariana Fulgencio                     | GMA Network                   |
| 2012       | Makapiling Kang Muli                               | Olivia                                | GMA Network                   |
| 2012       | Walang Hanggan                                     | Jane Bonifacio-Montenegro             | ABS-CBN                       |
| 2011       | 100 Days to Heaven                                 | Cecilia Salvador                      | ABS-CBN                       |
| 2011       | Elena M. Patron's Blusang Itim                     | Rhea Escote                           | GMA Network                   |
| 2010       | Sabel                                              | Margaret De Dios-Sandoval             | ABS-CBN                       |
| 2010       | Wansapanataym: Bandanang Itim                      | Luisa                                 | ABS-CBN                       |
| 2010       | 1DOL                                               | Sandra Rosales                        | ABS-CBN                       |
| 2010       | Bantatay                                           | Clarita                               | GMA Network                   |
| 2010       | Sine Novela: Basahang Ginto                        | Ising Dimarucot                       | GMA Network                   |
| 2009       | Mars Ravelo's Darna                                | Alicia                                | GMA Network                   |
| 2008       | Luna Mystika                                       | Diana Sagrado                         | GMA Network                   |
| 2008       | Sine Novela: Magdusa Ka                            | Victoria "Toyang" Salvador            | GMA Network                   |
| 2007       | Sine Novela: My Only Love                          | Camille                               | GMA Network                   |
| 2007       | MariMar                                            | Lupita Aldama                         | GMA Network                   |
| 2007       | Super Twins                                        | Victoria Vergara                      | GMA Network                   |
| 2006       | Agawin Mo Man Ang Lahat                            | Clara                                 | GMA Network                   |
| 2004       | Ikaw Sa Puso Ko                                    |                                       | GMA Network                   |
| 2002       | Kahit Kailan                                       | Dolores                               | GMA Network                   |
| 2001       | Ikaw Lang Ang Mamahalin                            | Corrine Martinez                      | GMA Network                   |
| 1999–2001  | Marinella                                          | Marisa Rodríguez / Michelle dela Cruz | ABS-CBN                       |
| 1996       | Anna Karenina                                      |                                       | GMA Network                   |
| 1995       | Ipaglaban Mo: Kailan ang Simula, Kailan ang Wakas? |                                       | ABS-CBN                       |
| 1995       | Familía Zaragoza                                   | Vivian Zaragoza                       | ABS-CBN                       |
| 1987       | Salot: "Sindak"                                    |                                       | GMA Network                   |
| 1987       | That's Entertainment                               | Herself                               | GMA Network                   |